# Cristian Deville
Cristian Deville (* 3. Januar 1981 in Cavalese) ist ein ehemaliger italienischer Skirennläufer. Er gehörte seit 1999 der italienischen Skinationalmannschaft an und war auf die Disziplin Slalom spezialisiert.

## Biografie
Deville wuchs in Moena auf, einem Dorf im Fassatal in der Nähe von Bozen, wo er auch heute noch lebt. Er ist bei der Guardia di Finanza beschäftigt und fährt für deren Skiclub G.S. Fiamme Gialle. Ab Dezember 1996 nahm er an FIS-Rennen teil, der erste Sieg auf dieser Stufe gelang ihm im Februar 2000. Seinen ersten großen Erfolg feierte er 2001 mit dem Gewinn der italienischen Slalom-Juniorenmeisterschaft. Im gleichen Jahr gewann er bei den Juniorenweltmeisterschaften in Verbier die Bronzemedaille im Slalom.
Nachdem Deville im Dezember 2000 erstmals im Europacup gestartet war, hatte er am 5. Januar 2003 in Kranjska Gora sein Debüt im Weltcup. Erste Weltcuppunkte gewann er am 15. Februar 2004 mit Platz 18 im Slalom von St. Anton am Arlberg. Nach weiteren Top-20-Ergebnissen und einem ersten Top-10-Resultat fand er in der Saison 2007/08 mit einem fünften Rang in Bad Kleinkirchheim, einem vierten Platz in Garmisch-Partenkirchen und dem elften Gesamtrang im Slalomweltcup Anschluss an die Weltspitze. Nach zwei schwächeren Jahren, in denen er im Slalomweltcup nur knapp unter die besten 30 gekommen war, erreichte er in der Saison 2010/11 erneut zwei Top-5-Ergebnisse und den elften Platz im Slalomweltcup.
Bei Großereignissen blieb Deville zunächst ohne Resultate. Bei seinen ersten beiden Weltmeisterschaften 2005 in Bormio und 2007 in Åre schied er im Slalom jeweils aus. Nachdem er an der WM 2009 nicht teilgenommen hatte, schied er auch bei seinem Olympiadebüt 2010 in Vancouver im ersten Lauf aus. Erstmals ohne Ausfall blieb er bei den Weltmeisterschaften 2011 in Garmisch-Partenkirchen. Dort erzielte er den siebten Platz im Slalom. Am 8. Dezember 2011 erreichte Deville erstmals eine Podestplatzierung in einem Weltcuprennen, als er in Beaver Creek im Slalom auf den zweiten Platz fuhr. Der einzige Weltcupsieg seiner Karriere gelang ihm am 22. Januar 2012 beim prestigeträchtigen Hahnenkamm-Slalom in Kitzbühel. Mit insgesamt vier Podestplätzen belegte er in der Slalom-Disziplinenwertung der Saison 2011/12 den vierten Platz.
In der Folge gelang es Deville nicht mehr, dieses Niveau zu halten. Seine Ausfallquote in Slaloms stieg an und er konnte sich im Winter 2012/13 nur zweimal in den Top 10 klassieren. Im Winter 2013/14 reichten seine Ergebnisse nicht aus, um sich für die Olympischen Winterspiele in Sotschi zu qualifizieren. Während er im Winter 2014/15 noch einmal in die Top 15 fuhr, blieb er in den zwei folgenden Jahren ohne zählbares Weltcupergebnis. Am 10. Februar 2015 erreichte Deville am Oberjoch im Slalom zum letzten Mal in seiner Karriere mit dem 3. Platz das Podium im Alpinen Skieuropacup. Bei den Winter-Militärweltspielen 2017 in Sotschi gewann er im Slalom die Bronzemedaille.
Am 18. Dezember 2017 bestritt er sein letztes Rennen im Alpinen Skieuropacup, den Slalom im Fassatal, den er mit dem 7. Platz beendete. Sein letztes Weltcuprennen, den Slalom in Kranjska Gora, bestritt er am 4. März 2018, konnte es aber nicht beenden. Am Ende dieser Saison 2017/18 kündigte er seinen Rücktritt vom Spitzensport an, nahm jedoch weiterhin an einigen FIS-Rennen teil, bis er am 16. April 2019 nach einem FIS-Slalom am Reiterjoch, den er nicht beenden konnte, endgültig zurücktrat.

## Erfolge

### Weltmeisterschaften
- Garmisch-Partenkirchen 2011: 7. Platz im Slalom

### Weltcup
- 4 Podestplätze in Einzelrennen, davon ein Sieg:

| Datum           | Ort       | Land       | Disziplin |
| --------------- | --------- | ---------- | --------- |
| 22. Januar 2012 | Kitzbühel | Österreich | Slalom    |

- 3 Podestplätze bei Mannschaftswettbewerben

### Weltcupwertungen
| Saison  | Gesamt | Gesamt | Slalom | Slalom | City Event | City Event |
| Saison  | Platz  | Punkte | Platz  | Punkte | Platz      | Punkte     |
| ------- | ------ | ------ | ------ | ------ | ---------- | ---------- |
| 2003/04 | 121.   | 13     | 51.    | 13     | –          | –          |
| 2004/05 | 84.    | 55     | 31.    | 55     | –          | –          |
| 2005/06 | 74.    | 72     | 27.    | 72     | –          | –          |
| 2006/07 | 54.    | 133    | 17.    | 133    | –          | –          |
| 2007/08 | 39.    | 235    | 11.    | 235    | –          | –          |
| 2008/09 | 86.    | 59     | 30.    | 59     | –          | –          |
| 2009/10 | 83.    | 61     | 27.    | 61     | –          | –          |
| 2010/11 | 36.    | 246    | 11.    | 246    | –          | –          |
| 2011/12 | 23.    | 465    | 4.     | 450    | –          | –          |
| 2012/13 | 73.    | 81     | 25.    | 81     | 13.        | 15         |
| 2013/14 | 93.    | 41     | 34.    | 41     | 9.         | 15         |
| 2014/15 | 109.   | 31     | 34.    | 31     | –          | –          |
| 2017/18 | 127.   | 16     | 42.    | 16     | –          | –          |

### Juniorenweltmeisterschaften
- Québec 2000: 7. Platz im Slalom, 8. Platz im Riesenslalom
- Verbier 2001: 3. Platz im Slalom, 19. Platz im Super-G, 39. Platz im Riesenslalom, 42. Platz in der Abfahrt

### Weitere Erfolge
- 6 Podestplätze in Europacup
- Italienischer Meister im Slalom 2005
- Italienischer Juniorenmeister im Slalom 2001
- Winter-Militärweltspiele 2017: 3. Platz im Slalom
- 10 Siege in FIS-Rennen